# School Rumble
School Rumble (スクールランブル, Sukūru Ramburu, eller kort Sukuran) är en manga skriven och tecknad av Jin Kobayashi och som serialiserats i Weekly Shōnen Magazine. Det är en romantisk komedi som mestadels utspelar sig i skolmiljö. Det sista kapitlet släpptes 23 juli 2008 och de 283 kapitlen har sedan samlats och givits ut i 22 pocketar. Uppföljaren School Rumble Z ges nu ut i den månatliga Shonen Magazine Special.
Serien har gjorts till en 26-avsnitts animeserie som sändes mellan oktober 2004 och april 2005 på TV Tokyo. I december 2005 släpptes en OVA med två specialavsnitt och mellan april och september 2006 sändes en andra tevesäsong, andra terminen, av serien. En andra OVA, tredje terminen, med två avsnitt släpptes 2008.
Mangan har publicerats på flera språk, bl.a. på engelska av Del Rey Manga och på svenska har den publicerats i tidningen Manga Mania.

## Handling
School Rumble handlar om eleverna på gymnasieskolan Yagamis dagliga liv. Den kvinnliga protagonisten är Tsukamoto Tenma, en klumpig tjej som inte är bra på varken sport, laga mat eller plugga och som är dödskär i Ooji Karasuma, en uttryckslös och egen person. Komplikationer uppstår med Harima Kenji, den manliga protagonisten som å sin sida förälskat sig i Tenma. Båda två har problem att bekänna sin kärlek och deras försök är ständigt återkommande komiska inslag i serien.
Medan serien fortskrider utvecklar Harima sina relationer med Eri, Tenmas klasskamrat, och Yakumo, Tenmas lillasyster.

## Karaktärer
School Rumble handlar om många olika karaktärer, och fokus ligger inte bara på protagonisterna utan även på andra karaktärer som själva får utvecklas. De flesta karaktärerna går i klass 2C.

## Media

### Manga
När mangan originalpublicerades markerades huvudkapitel med korsförtecken (♯1, ♯2, ...) och sidokapitel med b-förtecken (♭1, ♭2, ...). Dessutom har ett kapitel släppts med återställningstecken (♮1).

### Anime
Animen är en sammansättning av kors-kapitlen med inslag från b- och återställnings-kapitlen.

#### Temasånger
Första terminen
- Öppningslåt (avsnitt 1-24 och OVA 1-2): "Scramble" (スクランブル) med Yui Horie och UNSCANDAL
- Öppningslåt (avsnitt 25): "Umi no Otoko wa yo" (海の男はよ) med Kikokumaru's Man Chorus Group (鬼哭丸少年合唱団)
- Ending (avsnitt 1-17, 19-24 och OVA 2): "Onna no Ko♥Otoko no Ko" (オンナのコ♥オトコのコ; Girls♥Boys) med Yuko Ogura
- Ending (avsnitt 18): "Hatenkou Robo Dojibiron's Theme" (破天荒ロボ ドジビロンのテーマ) med Jūzō Nanba
- Ending (avsnitt 25): "Scramble" (スクランブル Sukuranburu) med Yui Horie och UNSCANDAL
- Ending (avsnitt 26): "School Rumble 4 Ever" med Ami Koshimizu, Hitomi Nabatame, Kaori Shimizu, Yui Horie
- Ending (OVA 1): "Ginga Ensen '05" med Hiroki Takahashi

Andra terminen
- Öppningslåt: "Sentimental Generation" (せんちめんたる　じぇねれーしょん Senchimentaru Jenerēshon) med Ami Tokito (時東 ぁみ Tokitō Ami?)
- Ending (avsnitt 1-12 och 14-16): "Kono Namida ga Aru Kara Tsugi no Ippo to Naru" (この涙があるから次の一歩となる) med Ami Tokito (時東 ぁみ Tokitō Ami?)
- Ending (avsnitt 13): "THE LAST CANDLE"
- Ending (avsnitt 17-26): "Futari wa Wasurechau" (二人は忘れちゃう♡) med Tsukamoto-systrarna, Tenma (Ami Koshimizu) och Yakumo (Mamiko Noto) [2]

Tredje terminen
- Öppningslåt: "Scramble" (スクランブル) med Yui Horie och UNSCANDAL
- Ending (OVA 1): "Onna no Ko♥Otoko no Ko (Tsukamoto Sisters Ver.)" (オンナのコ♥オトコのコ(塚本姉妹ver); Girls♥Boys) med Ami Koshimizu och Mamiko Noto
- Ending (OVA 2): "School Rumble Forever" med Ami Koshimizu, Mamiko Noto, Hitomi Nabatame, Yui Horie, Kaori Shimizu

### Musik
Det har släppts flera musikalbum, och karaktärsalbum, med musik samt konversationer från animeserien.

### Tevespel
Det har släppts några tv-spel. Det första var School Rumble: Neru Ko wa Sodatsu, som släpptes i juli 2005 till Playstation 2.

## Kritik
School Rumble har fått bra kritik från engelska kritiker. Eduardo M. Chavez från Anime on DVD, har sagt att slumpmässigheten i serien är perfekt, och att komiken är universell och njutbar av alla ("the execution and randomness is perfect. Readers can literally pick up this title, select a chapter and enjoy. Comedy like that is universal making it a must for readers from all demographics.").